# Византийско-османский договор (1403)

Приблизительные границы Византийской империи по договору 1403 года. На карте не указаны малоазийские крепости Пропонтиды от Хрисополя до Харакса, которые, по-видимому, также были переданы империи.

Византийско-османский договор — мирный договор, заключенный в январе — феврале 1403 года, после сокрушительного поражения османов в битве с монголами при Анкаре в 1402 году. Договор составлен на турецко-османском и итало-венецианском языках. До нас дошла лишь итальянская версия. Несмотря на то что договор напрямую затрагивал интересы Византийской империи, а также остатки сербских земель, фактически его с османами подписали не византийцы, а венецианцы, пешкой в руках которых уже давно была поздняя Византия. Во время заключения договора византийский император находился в зарубежной поездке по странам Западной Европы, чьих правителей он без ощутимого успеха просил оказать помощь осажденному городу. Во время длительной турецкой блокады 1394—1402 город уцелел в основном благодаря поддержки венецианцев, подвозивших продовольствие с моря. После почти восьми лет осады венецианцы начали тайные переговоры с османами для защиты своих торговых интересов в случае падения Константинополя. Однако вторжение Тамерлана в Анатолию и разгром османской армии в битве при Анкаре внезапно помогло снять осаду. В результате венецианцы заключили договор, отражающий скорее их собственные интересы по защите прибрежных крепостей при входе в Чёрное море на пути их торговых кораблей, в то время как Византия остро нуждалась в восстановлении своего тыла в виде Фракии (захваченной турками к началу 1370-х годов) для улучшения ситуации с подвозом провианта для голодающей столицы. Несмотря на то, что турки во главе с новым султаном Сулейманом отказались от многих своих амбиций и даже назвали византийского императора «нашим отцом», сдавать все захваченные фракийские земли они не собирались, да этого и не потребовала Венеция.

## Территориальные изменения

### Византийская империя
По договору Византийская империя обрела полную независимость и прекратила выплату вассальной дани, а также выполнение прочих обязательств перед османами. На западе турки вернули Византии город Фессалоники с полуостровом Халкидики и полосой земель в междуречье рек Стримон и Вардар. Этот византийский анклав, однако, был уже в значительной степени тюркизован: после возвращения Византии местные турки сохранили османское гражданство, право на свои мусульманские суды, а местная греческая администрация продолжала вести канцелярские дела с учетом турецкo-мусульманских норм вплоть до повторного покорения города османами в 1430 году. Далее Византия получила небольшой полуэксклав Периферион с соляными угодьями в р-не Комотини. В Восточной Фракии империя вернула себе длинную полосу владений от Месемврии (Несебр) на Чёрном море до Панидоса на Мраморном. Западная граница империи с османскими владениями была установлена за городом Параполия.
В Малой Азии Византии были возвращены крепости Пропонтиды между Хрисополем и Никомедией (без последней): Харакс, Дакивиза, Никитиата, Ритзион, Пантихион и Карталимен . Наконец, в Эгейском море османы вернули Византии острова Скирос, Скиатос и Скопелос.

## Прочие государства
Венеция добилась от османов возвращения всех захваченных ими венецианских территорий в Аттике, включая г. Афины. Более того, за 2 000 дукатов, Венеция вынудила султана продать ей 5-мильную полосу на материке напротив пролива Негропонте. Турки, которые уже успели здесь поселиться, выразили своё недовольство данным шагом, причем их недовольство поддержали и местные греки.
Сделав небольшие уступки венецианцам и византийцам, Сулейман сумел предотвратить формирование антитурецкого альянса, который мог бы пошатнуть власть османов на Балканах.

## Реакция
Территориальные уступки Сулеймана Венеции и Византии вызвали недовольство среде фракийских турок, уже успевших здесь основательно закрепиться за 40 лет. По распространённой в современной исторической литературе версии, именно благодаря поражению армии Баязида византийская государственность просуществовала ещё полвека (до 1453 года). Однако это не совсем так. Накануне нашествия туркменские племена, нахлынувшие в Малую Азию под давлением наступающих монголов продвинулись к Эгейскому морю и окончательно лишили греков-христиан демографического перевеса в регионе. Более того, накануне битвы простые турки со своими стадами начали в панике переправляться в Европу через подконтрольный османам (с 1352 года) Галлиполи, ещё более заселив долину Марицы и Фракию. Многие искали убежища в расположенной здесь же османской столице — г. Эдирне (с 1365 года). Таким образом, нашествие Тамерлана скорее ускорило тюркизацию и мусульманизацию балканской Фракии, изолировав греческий Константинополь от массива соседних христианских народов и, несмотря на отсрочку, оно фактически не оставило ему никаких шансов на сохранение независимости.

## Расторжение договорa
Турки уважали положение договора 1403 года недолго — пока не появился новый султан, брат султана Сулеймана Муса Челеби. После победы над Сулейманом в военном противостоянии, Муса в 1409 году напал на византийскую Месемврию (Несебр). Около 1418 года крепости Пропонтиды (Мезофинии) были взяты войсками Мехмеда I, отомстившего грекам за поддержку Лже-Мустафы и Джунайда, неудачно восставших против власти Мехмеда. Их комендаты сбежали в Константинополь, а население крепостей в страхе перед османами капитулировало. Исключение составила лишь крепость Дакивиза (Гебзе), население которой оказало сопротивление, и было поэтому нещадно ограблено. Османская опись 1419 года уже затронула эти земли, где впрочем по-прежнему преобладали православные греки. 22 февраля 1424 новый византийско-османский договор превратил Византию вновь в данника османов, a к 1450 году османы отняли у неё практически все фракийские и причерноморские владения, за исключением нескольких городов в восточной Фракии. Буквально чудом до самого падения Константинополя византийцы продолжали удерживать и Принцевы острова.